# 神奈川県企業庁
神奈川県企業庁  (かながわけんきぎょうちょう) は、神奈川県公営企業の設置等に関する条例により神奈川県に置かれる地方公営企業である。神奈川県の湘南、県央、県北及び箱根地区など12市6町域への上水の給水、14か所の水力発電所と2か所の太陽光発電所からの電力供給等を行っている。

## 事業

### 水道事業
相模原市、平塚市、鎌倉市、藤沢市、小田原市（旧橘町の区域）、茅ヶ崎市、逗子市、厚木市、大和市、伊勢原市、海老名市、綾瀬市、葉山町、寒川町、大磯町、二宮町、箱根町、愛川町に給水をしている。

### 水力発電所
- 相模発電所
- 津久井発電所
- 道志第1発電所、道志第2発電所、道志第3発電所、道志第4発電所
- 愛川第1発電所、愛川第2発電所
- 早川発電所
- 玄倉第1発電所、玄倉第2発電所
- 柿生発電所
- 城山発電所
- 早戸川発電所

### 太陽光発電所
- 愛川太陽光
- 谷ヶ原太陽光

### 公営企業資金等運用事業
公営企業に関する資金の運用、地域振興のための施設の管理等

### 相模川総合開発共同事業
以下の施設の管理等
- 城山ダム
- 寒川取水施設

### 酒匂川総合開発事業
- 三保ダムの管理等

## 組織
- 公営企業管理者／企業庁長
  - 企業局
    - 財務部
      - 総務室、財務課、会計課、財産管理課、情報管理課

    - 水道部
      - 経営課、計画課、水道施設課、水道施設課県央駐在、浄水課

    - 利水電気部
      - 利水課、発電課

## 出先機関
- 相模原水道営業所
- 相模原南水道営業所
- 津久井水道営業所
- 鎌倉水道営業所
- 藤沢水道営業所
- 茅ヶ崎水道営業所
- 平塚水道営業所
- 厚木水道営業所
- 海老名水道営業所
- 大和水道営業所
- 箱根水道営業所
- 寒川浄水場
- 谷ヶ原浄水場
- 水道水質センター
- 相模川水系ダム管理事務所
  - 相模ダム管理所
  - 寒川取水管理所
- 酒匂川水系ダム管理事務所
  - 足柄発電管理所
- 相模川発電管理事務所
- 発電総合制御所